# Mesosemia ephyne
Espèce
Mesosemia ephyne est une espèce d'insectes lépidoptères (papillons) appartenant à la famille des Riodinidae et au genre Mesosemia.

## Dénomination
Mesosemia ephyne a été décrit par Pieter Cramer en 1776 sous le nom de Papilio ephyne

## Écologie et distribution
Mesosemia ephyne est présent en Guyane, Guyana, au Surinam, au Pérou et au Brésil.

## Philatélie
Guyana a émis un timbre à l’effigie de Mesosemia ephyne.